# Gloeoheppia polyspora
Gloeoheppia polyspora är en lavart som beskrevs av Henssen. Gloeoheppia polyspora ingår i släktet Gloeoheppia och familjen Gloeoheppiaceae.   Inga underarter finns listade i Catalogue of Life.